# The Happy Years
The Happy Years é um filme estadunidense de 1950, dirigido por William A. Wellman, baseado no romance The Varmint de Owen Johnson.

## Elenco
- Dean Stockwell como Dink Stover
- Darryl Hickman como Tough McCarty
- Scotty Beckett como Tennessee Shad
- Leo G. Carroll como Mr. Hopkins
- Leon Ames como Sam Stover
- Elinor Donahue como Connie
- Claudia Barrett como Dolly Travers

Robert Wagner estreou no cinema em um pequeno papel não creditado.

## Recepção
Segundo os registros da MGM, o filme faturou US$ 855.000, contra um orçamento de US$ 1.393.000